# 3 000 m steeple masculin à la Ligue de diamant 2012
Navigation
2011
L'épreuve du 3 000 mètres steeple masculin de la Ligue de diamant 2012 se déroule du 11 mai au 7 septembre 2012. La compétition fait successivement étape à Doha, Rome, Paris, Monaco, Lausanne, Birmingham et Bruxelles.

## Calendrier
| Date             | Meeting                         | Ville      | Pays        |
| ---------------- | ------------------------------- | ---------- | ----------- |
| 11 mai 2012      | Qatar Athletic Super Grand Prix | Doha       | Qatar       |
| 31 mai 2012      | Golden Gala                     | Rome       | Italie      |
| 6 juillet 2012   | Meeting Areva                   | Paris      | France      |
| 20 juillet 2012  | Meeting Herculis                | Monaco     | Monaco      |
| 23 août 2012     | Athletissima                    | Lausanne   | Suisse      |
| 26 août 2012     | Aviva Birmingham Grand Prix     | Birmingham | Royaume-Uni |
| 7 septembre 2012 | Mémorial Van Damme              | Bruxelles  | Belgique    |

## Résultats
| Date | Meeting    | 1er                                        | 1er   | 2e                                   | 2e    | 3e                                   | 3e    |
| --- | ---------- | ------------------------------------------ | ----- | ------------------------------------ | ----- | ------------------------------------ | ----- |
| 11 mai 2012 | Doha       | Paul Kipsiele Koech 7 min 56 s 58 (WL, MR) | 4 pts | Richard Mateelong 7 min 56 s 81 (PB) | 2 pts | Roba Gari 8 min 06 s 16 (NR)         | 1 pt  |
| 31 mai 2012 | Rome       | Paul Kipsiele Koech 7 min 54 s 31 (WL, MR) | 4 pts | Abel Kiprop Mutai 8 min 01 s 67 (PB) | 2 pts | Jairus Kipchoge Birech 8 min 08 s 79 | 1 pt  |
| 6 juillet 2012 | Paris      | Paul Kipsiele Koech 8 min 00 s 57 (MR)     | 4 pts | Brimin Kipruto 8 min 01 s 73 (SB)    | 2 pts | Abel Kiprop Mutai 8 min 03 s 15      | 1 pt  |
| 20 juillet 2012 | Monaco     | Conseslus Kipruto 8 min 03 s 49 (PB)       | 4 pts | Paul Kipsiele Koech 8 min 03 s 90    | 2 pts | Evan Jager 8 min 06 s 81 (AR)        | 1 pt  |
| 23 août 2012 | Lausanne   | Paul Kipsiele Koech 8 min 05 s 80          | 4 pts | Jairus Kipchoge Birech 8 min 06 s 38 | 2 pts | Bernard Nganga 8 min 08 s 33 (SB)    | 1 pt  |
| 26 août 2012 | Birmingham | Jairus Kipchoge Birech 8 min 20 s 27       | 4 pts | Abel Mutai 8 min 25 s 42             | 2 pts | Donald Cabral 8 min 32 s 55          | 1 pt  |
| 7 septembre 2012 | Bruxelles  | Brimin Kipruto 8 min 03 s 11               | 8 pts | Conseslus Kipruto 8 min 03 s 70      | 4 pts | Paul Kipsiele Koech 8 min 04 s 01    | 2 pts |
| Records et Performances - AR : Record continental (area record) - CR : Record des championnats (championship record) - MR : Record du meeting (meet record) - NR : Record national (national record) - OR : Record olympique (olympic record) - PR : Record paralympique (paralympic record) - PB : Record personnel (personal best) - SB : Meilleure performance personnelle de la saison (season's best) - WL : Meilleure performance mondiale de l'année (world leader) - WJR : Record du monde junior (world junior record) - WR : Record du monde (world record) Circonstances et Conditions - DNF : N'a pas terminé (did not finish) - DNS : N'a pas pris le départ (did not start) - DQ : Disqualification (disqualification) - NM : Aucun essai valable enregistré (No Mark) - Q : Qualifié « directement » au prochain tour (ou à la prochaine compétition), lors d'une compétition majeure, grâce au classement ou à la réalisation des minima (automatic qualifier) - q : Qualifié au prochain tour (ou à la prochaine compétition), lors d'une compétition majeure, grâce au repêchage ou à la réalisation de l'une des meilleures performances parmi celles des « non qualifiés directement » (grâce au meilleur temps ou à la meilleure distance par exemple) (secondary qualifier) |            |                                            |       |                                      |       |                                      |       |

## Classement général
- Classement final[1] :

| Rang | Athlète                | Points |
| ---- | ---------------------- | ------ |
| 1    | Paul Kipsiele Koech    | 20     |
| 2    | Brimin Kipruto         | 10     |
| 3    | Conseslus Kipruto      | 8      |
| 4    | Jairus Kipchoge Birech | 7      |
| 5    | Abel Kiprop Mutai      | 5      |